# Puddefjordsbroen

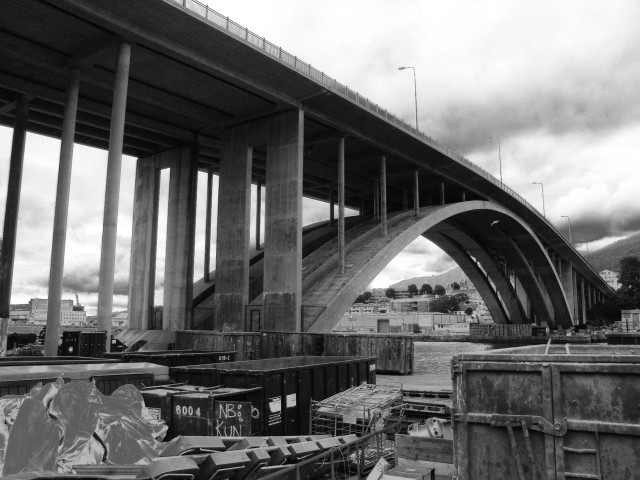
De Puddefjordsbroen in 2005, gezien vanaf Gyldenpris aan zuidkant van de brug

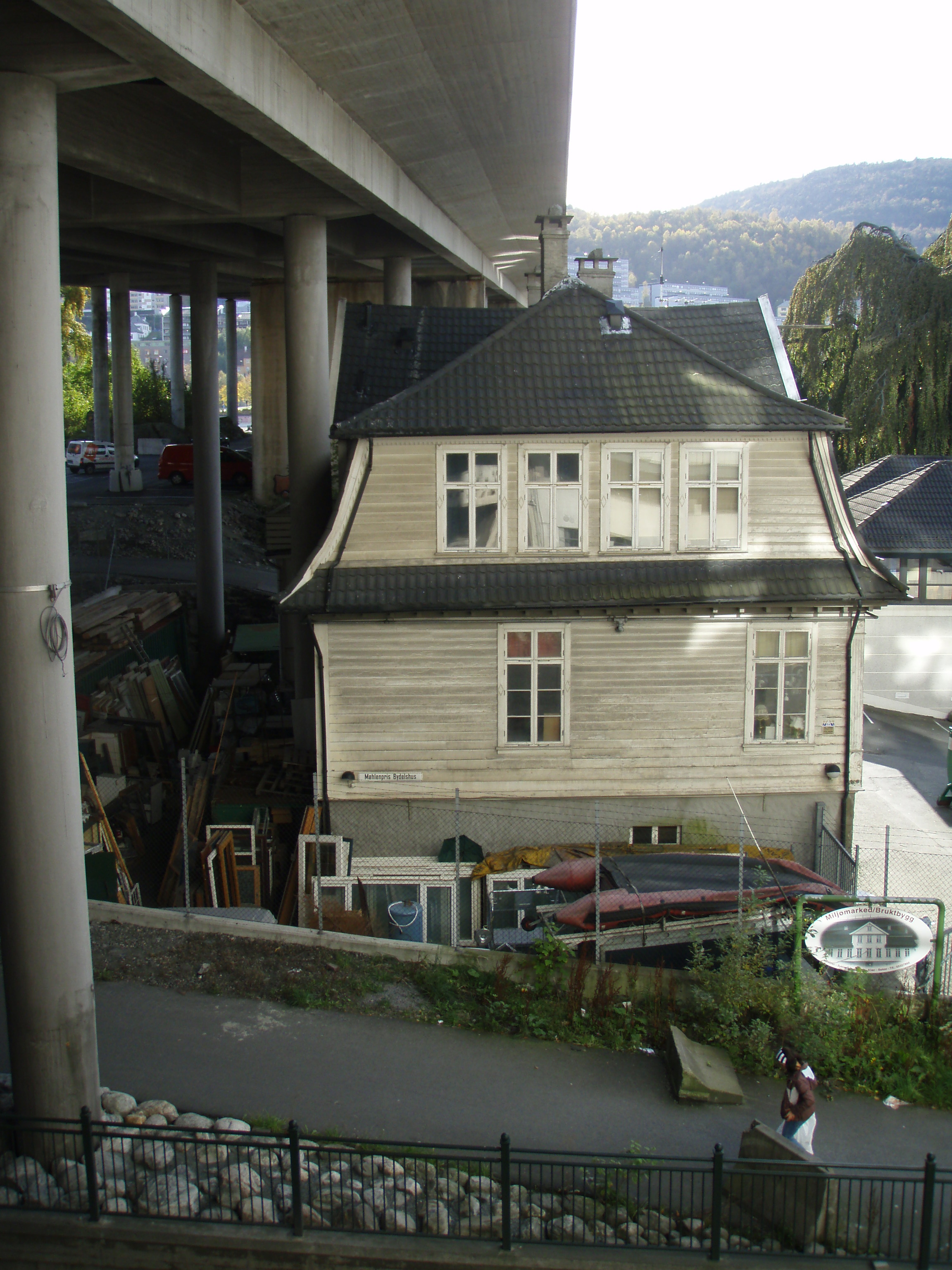
Een huis onder de Puddefjordsbroen in Møhlenpris aan noordkant van de brug

De Puddefjordsbroen is een boogbrug in Bergen (Noorwegen). De Puddefjordsbroen overspant Damsgårdssundet, het smalste gedeelte van de Puddefjord, een fjord die langs de zuidkant van het centrum van Bergen loopt. De brug verbindt de buurt Møhlenpris in het centrum met de buurt Gyldenpris in het stadsdeel Årstad.
De Puddefjordsbroen heeft een booglengte van 150 meter en een totale lengte van 461 meter. Het hoogste punt is 30 meter boven het wateroppervlakte. De brug is gebouwd van versterkt beton en bestaat eigenlijk uit twee bijna identieke bruggen, een uit 1956 en een uit 1999. Over de brug loopt een zesbaans autoweg die deel uitmaakt van de Sotraveien (Riksvei 555). Ook loopt er een fiets- en voetgangerspad aan beide kanten van de brug. Aan zuidelijke kant loopt het verkeer verder door twee tunnels, een tunnel in westelijke richting naar Laksevåg en een tunnel onder de berg Løvstakken in zuidelijke richting naar Fyllingsdalen. Aan noordelijke kant wordt het verkeer ook een tunnel ingeleid die onder het park Nygårdsparken loopt en aansluit op de E16 en E39.
Met de brug werd het in 1955 geannexeerde stadsdeel Fyllingsdalen ontsloten. Hiermee kon Fyllingsdalen zich ontwikkelen tot een moderne buitenwijk van de stad.
Op 23 januari 1994 raakte de brug beschadigd na een aanvaring door het boorplatform Polyconcord. Het boorplatform lag verankerd in de Puddefjord maar kwam los te drijven en stootte tegen de brug. Even leek het erop dat de aanvaring enorme schade aan de brug zou aanrichten, maar het platform bleef vlak voor de brug vastzitten op de bodem van de fjord, waardoor de schade beperkt bleef.
In 2004 bleek dat de brug uit 1956 grote hoeveelheden van de zeer giftige stof PCB bevat.
Het gebouw Treet ("de boom") aan de Puddefjord is (anno 2017) het hoogste gebouw van hout ter wereld. Dit flatgebouw uit 2015 heeft een hoogte van 52,8 meter en staat naast de Puddefjordsbroen. Het bestaat uit 14 etages and 62 flats.